# Кампилан
Кампилан — традиционный меч коренного населения Филиппин.

## Названия
Название «кампилан» наиболее часто используется в тагальском, илоканском и бисайском языках, где оно означает «меч». Оружие известно под другими названиями в других этнических группах на Филиппинах, включая капампанганское слово талибонг (talibong) или талибон (talibon), кифинг (kifing) на языке маранао, паранг кампилан (parang kampilan) на языке иранун и ток (tok) и кафилан (kafilan) на языке тболи.

## История
Кампиланы упоминаются в древних филиппинских эпосах, в том числе в хилигайнонской эпической поэме «Хинилавод» (Висайские острова), илоканском эпическом произведении «Лам-анг» (остров Лусон) и в народном эпическом произведении «Даранген» на языке маранао (остров Минданао). Кампилан также играет центральную роль в традиционном военном танце маранао и магинданао, в ходе которого изображается сцена из «Дарангена».
В отличие от других традиционных филиппинских видов холодного оружия (например, боло), которые произошли от сельскохозяйственных инструментов, кампилан был создан специально для военных действий и использовался как в небольших столкновениях, так и в крупномасштабных сражениях. Согласно филиппинским историческим документам, кампилан широко использовался вождями и воинами в битвах и в качестве меча охотников за головами. Самое известное применение кампилана в боевых действиях произошло в битве при Мактане, где, согласно записям хрониста Антонио Пигафетты, мореплаватель Фердинанд Магеллан был ранен в левую ногу воином, вооружённым «большой саблей, похожей на ятаган». В традиционных обществах тагальцев кампилан сакрализирован.

## Описание
Кампилан является одним из крупнейших видов клинкового холодного оружия Филиппин, достигая длины 90—100 см (в некоторых источниках указывается как самый крупный), хотя существуют и уменьшенные разновидности, называемые «кампилан-боло». Единственным филиппинским оружием, размеры которого могут превышать габариты кампилана, является панабас, церемониальные варианты которого могут достигать длины 120 см.

### Клинок
Клинок обычно прямой, часто с характерным фигурным оформлением конца со стороны обуха. Из-за наличия небольшого участка обоюдосторонней заточки близ острия в некоторых источниках кампилан называют «двулезвийным» оружием.

### Рукоять
Рукояти кампиланов обычно изготавливают из твёрдых пород дерева, но дорогие экземпляры, принадлежавшие дату (знати), дополнительно декорируются серебряными пластинами или полностью изготавливаются из дорогих материалов (например, рога или кости). В них могут быть проделаны отверстия для крепления колокольчиков, металлических цепочек или пучков шерсти животных или человеческих волос. Некоторые рукояти (особенно у народа лумад) могут быть полностью сделаны из латуни. 
Между рукоятью и клинком обычно расположена простая поперечная гарда, на некоторых экземплярах украшенная резными узорами.
Самым заметным элементом конструкции рукояти является навершие. Дизайн навершия варьируется в зависимости от этнической принадлежности мастеров и владельцев. У этнических групп Висайских островов и Лусона на навершии обычно изображают бакунаву (или нагу) — мифологическое существо, похожее на рогатого дракона. У мусульманского народа моро на навершии обычно изображают головы птицы-носорога или какаду. На навершиях также изображают морды варанов и крокодилов.

## Схожие виды вооружения
Помимо кампилана, на Филиппинах существуют многочисленные разновидности схожего по конструкции длинноклинкового холодного оружия: бангкунг (bangkung), ларинг (laring), итак (itak; боевой боло), пирах (pirah) и баньял (banyal). На сопредельных территориях также существуют схожие национальные мечи: даякский мандау (mandau) с Калимантана, минахасский санти (santi) с северного Сулавеси и сангирский бара-сангихе (bara sangihe) с острова Сангихе. В Брунее офицеры, носители монарших регалий султана (например, Panglima Asgar, или генерал-солдат), получают также специальное вооружение — кампилан и ручной щит каласак (kalasak).